# Högsjön (Asige socken, Halland)
Högsjön är en sjö i Falkenbergs kommun i Halland och ingår i Suseåns huvudavrinningsområde. Sjöns area är 0,015 kvadratkilometer och den är belägen 165 meter över havet.